# Amtsgericht Neustadt an der Weinstraße

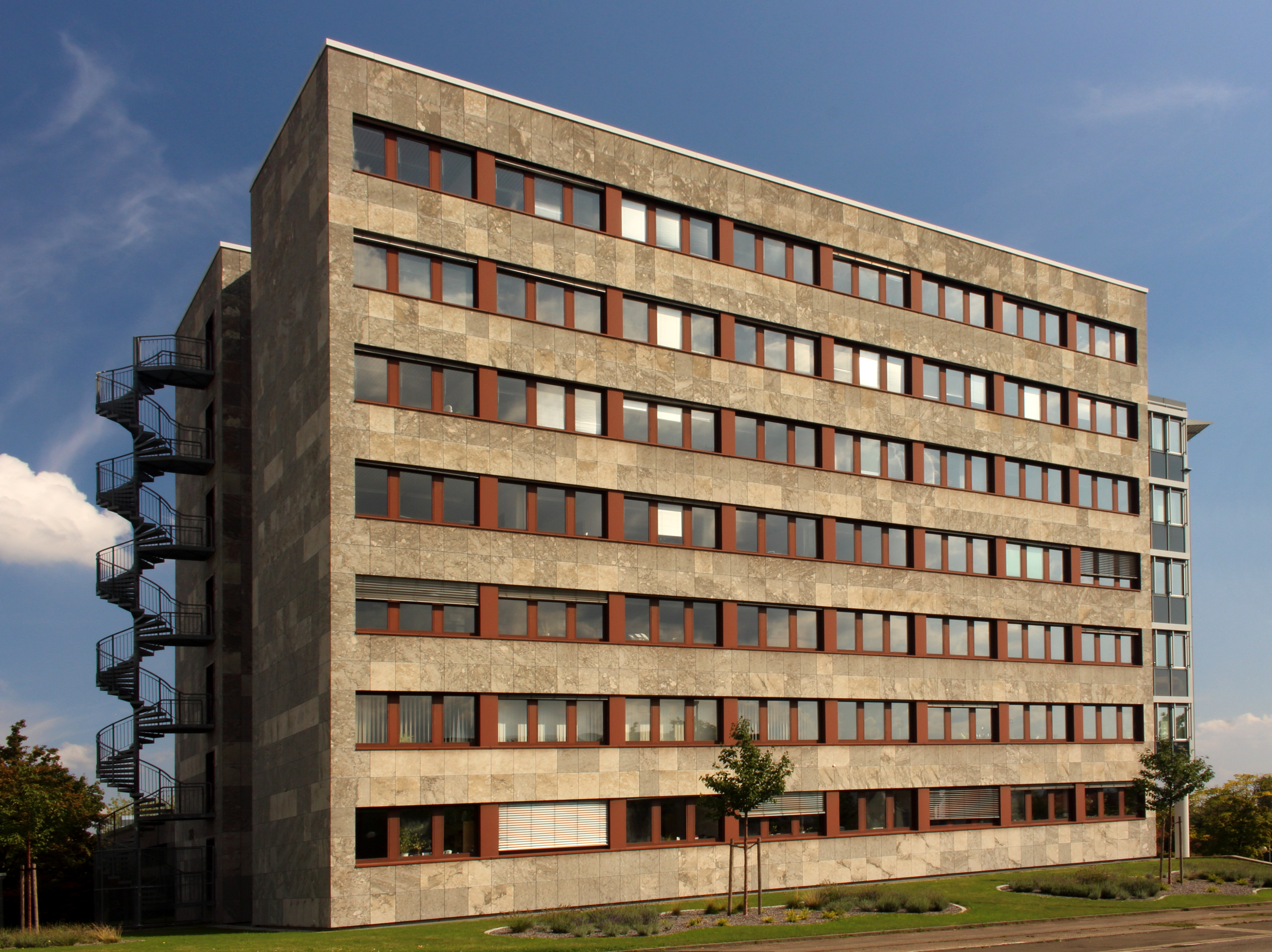
Gerichtsgebäude Robert-Stolz-Straße 20

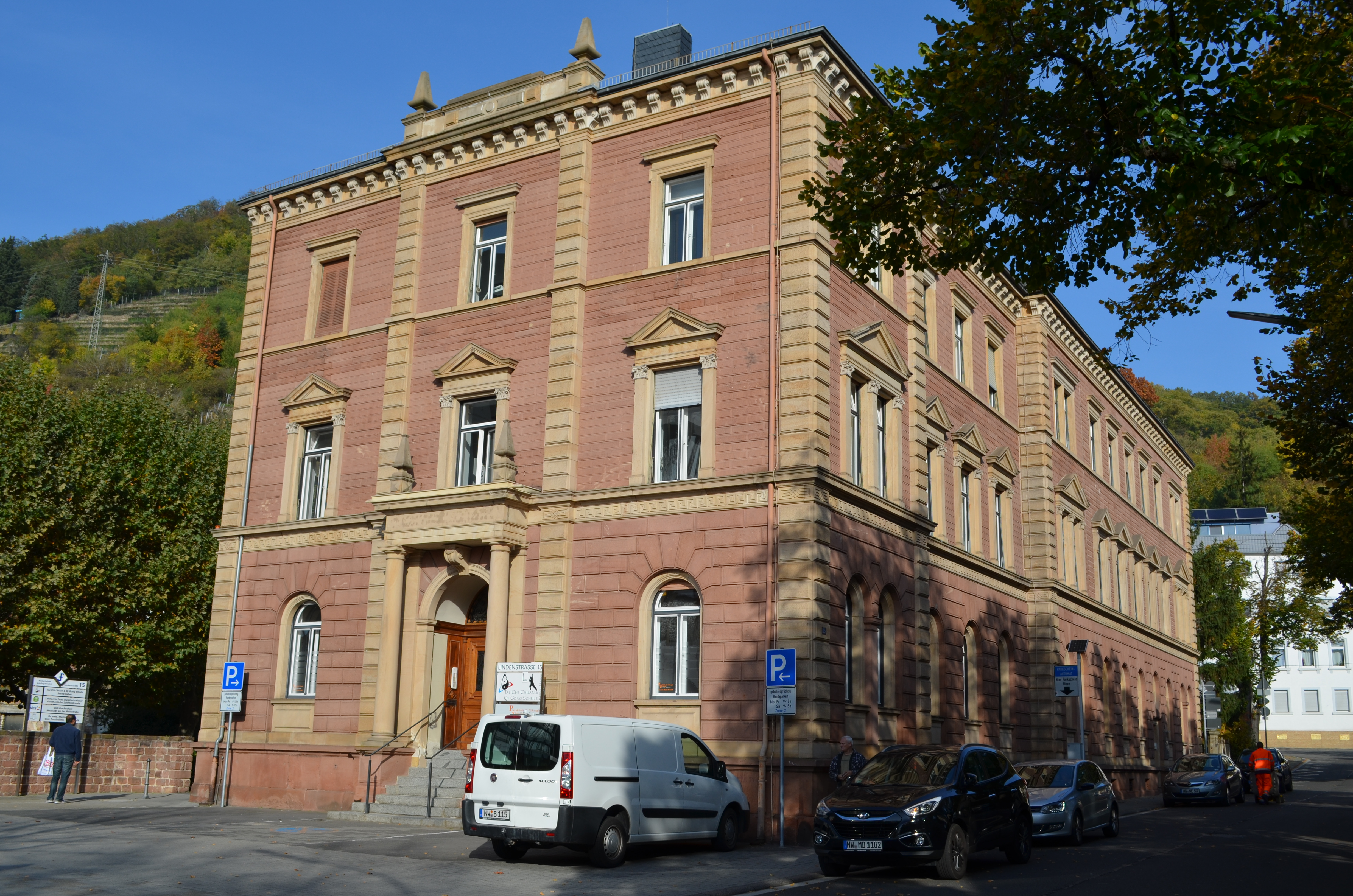
Früheres Gerichtsgebäude Lindenstraße 15

Das Amtsgericht Neustadt an der Weinstraße ist ein Gericht der ordentlichen Gerichtsbarkeit in Rheinland-Pfalz mit Sitz in Neustadt an der Weinstraße.

## Gerichtssitz und -bezirk
Das Gericht hat seinen Sitz in Neustadt an der Weinstraße. Es gehört zum Landgerichtsbezirk Frankenthal (Pfalz).

## Geschichte
Durch das Gerichtsverfassungsgesetz vom 27. Januar 1877, Bestandteil der Reichsjustizgesetze, wurde die Justizverfassung im Deutschen Reich vereinheitlicht, auch die Bezeichnungen der Gerichte. Das „k.b. Bezirksgericht Frankenthal“ erhielt zum 1. Oktober 1879 die Bezeichnung „Landgericht Frankenthal“. Auch die ihm zugeordneten Gerichte erhielten deshalb neue Bezeichnungen: Aus den königlich-bayerischen Stadt- und Landgerichten wurden Amtsgerichte. Seit der Errichtung des Landes Rheinland-Pfalz am 30. August 1946 ist dieses Bundesland Gerichtsträger des Landgerichts Frankenthal (Pfalz) und der ihm zugeordneten Amtsgerichte.

## Gerichtsgebäude
Das Gerichtsgebäude befindet sich in der Robert-Stolz-Straße 20 in Neustadt. Dort sind auch das Verwaltungsgericht Neustadt an der Weinstraße und das Finanzgericht Rheinland-Pfalz untergebracht.

## Mitarbeiter
Gegenwärtig sind am Amtsgericht Neustadt an der Weinstraße ca. 72 Mitarbeiter beschäftigt.

## Zuständigkeit
Das Amtsgericht ist für alle Angelegenheiten zuständig, die bei einem Amtsgericht anhängig gemacht werden können.

## Übergeordnete Gerichte
Dem Amtsgericht Neustadt an der Weinstraße ist das Landgericht Frankenthal (Pfalz) übergeordnet. Zuständiges Oberlandesgericht ist das Pfälzische Oberlandesgericht Zweibrücken.